# Патріотичне кубло
Патріотичне кубло, також Патріотичний курінь — підпільна українська антирадянська організація, що діяла на території сучасних Ічнянського та Прилуцького районів Чернігівської області в 1922-1923 роках.
Об'єднання займалося збройним опором проти радянської окупації та боролося за відновлення Української Народної Республіки. Організація була ліквідована радянською владою 25 жовтня 1922 року, деякі учасники об'єднання, яким вдалося вціліти, діяли до літа 1923 року, більшість її членів було засуджено до розстрілу та репресовано.

## Історія

### Передумови
В ході Другого вторгнення Радянської Росії до Української Народної Республіки російські більшовики просувалися вглиб країни і 25 січня 1919 року змогли захопили Ічню, Армія УНР з боями відступала до Києва. Після встановлення радянської влади, хліб, який коштував в регіоні до приходу російських більшовиків 1 руб. 20 коп., зріс у ціні до 30 руб. за фунт (410 грам). Були скасовані земські й міські установи, громадські й приватні банки, клуби, інші заклади. У міліції і надзвичайних комісіях служили головним чином колишні арештанти. Комісари їздили на службу в екіпажах, відібраних у населення. До квітня у деяких регіонах області запанував голод.
Вже влітку 1919 року з півдня наступали російські білогвардійці Денікіна, під тиском переважаючих сил денікінців Червона Армія відступила на північ, Ічню захопили білогвардійці, які так само, як і більшовики, вчиняли грабунок та злочини проти місцевих жителів у регіоні. 
26 листопада 1919 року російські більшовики вибили денікінські війська з Ічні, а вже у грудні остаточно захопили територію сучасного Ічнянського району. Влада перейшла до більшовицького ревкому, почалися розстріли без суду, грабунок селян — відбиралася земля, хліб, коні. На селян була накладена продрозкладка, мільйони пудів хліба, велика кількість голів рогатої худоби та свиней вивозилося до Радянської Росії.
В 1920-1921 роках ічнянські ліси стали осередком повстанського руху проти влади більшовиків. Жителі навколишніх сіл підтримували повстанців із загонів Кожушка, Коваленка, Скрипченка, Скубана, які боролися з продовольчими загонами, при цьому і самі брали безпосередню участь у збройному опорі.
Повстанці вели бої з регулярними частинами армії, бої з бронепоїздами і артилерією червоних карателів. 22 вересня 1920 року повстанцям навіть вдалося захопити Ічню, через що радянською владою містечко було оголошено «гніздом контрреволюції». Загалом в Чернігівській області в 1917–1932 роках діяли 137 повстанських загонів. У наступні роки відбувалися поодинокі виступи.

### Заснування
Навесні 1922 року представники інтелігенції міста Ічня та свідомих селян заснували підпільну організацію, члени якої поставили собі за мету «підтримати стремління народних мас відродити самостійну Україну шляхом збройного повстання». Спочатку об'єднання було нечисельним, але згодом, з ростом кількості учасників, гурток перетворився на справжню підпільну організацію. До її складу входила в основному молодь віком 20-30 років. 
Очолив «Патріотичний курінь» 27-річний житель Ічні Федір Палагута на псевдо «Південний», який був завідуючим обозним ічнянської заготівельної контори. Його заступником обраний 21-річний Григорій Книш «Тайгура», який до того уже брав участь у повстанському русі, та був засуджений у 1921 році за зв'язок з партизанським загоном, але пізніше амністований. Секретарем став 23-річний Дем'ян Кирдан «Ржавий», що працював в ічнянській заготконторі. Окрім вищезгаданих осіб, до складу президії входили Феодосій Лук'яненко на псевдо «Добрий Вечір» - член комітету взаємодопомоги при Ічнянську волвиконкомі, Антон Москаленко конторщик заготконтори, Василь Балабай «Задумчий» і Олександр Ніколаєнко - телеграфісти міста Ічні та селянин Антон Камишний. Загальна чисельність організації становила, за даними ДПУ, близько 100 осіб.
Перші збори патріотичного гуртка відбулись у чайній Дарії Панахнової, під приводом святкування дня народження Федора Палагути, а насправді підпільники відзначали день створення організації. У лісі повстанці облаштували табір-криївку, та почали озброюватись. Територія, на якій діяли повстанці, охоплювала ліси Ічнянського національного природного парку.

### Діяльність
Учасники організації займалися поширенням антирадянської та української патріотичної літератури. Також були налагоджені зв'язки із залишками повстанських рухів колишньої Армії УНР.
Нових членів в організацію обирали обережно, але регулярно. Інформацію про кандидатів дізнавались через своїх розвідників, шпигунів, та випитували в п'яних більшовиків. Шпигунську діяльність міг здійснювати кожен член організації, але кандидатура затверджувалася президією. Зібрання проводилися на квартирі Федора Палагути, де слухалися доповіді, розроблялися плани дій, встановлювалися зв'язки з іншими повстанськими організаціями та загонами.

Якщо нам і не вдасться повністю перемогти, знайте одне: ми — на правильному шляху. Про нашу боротьбу ще згадуватимуть майбутні покоління!
— Повстанський ватажок Федір Палагута, 1922 рік
Повстанськими селами, які контролювало «Патріотичне кубло» стали: Заудайка, Жадьківка, Гужівка, Лісові Сорочинці, Вільшана, Грабів, Нечволодів, Радьківка та Гмирянка. Сама Ічня влітку 1922 року кожної ночі була у розпорядженні повстанців, які стріляли в хати радянських активістів.
Були налагоджені зв’язки з керівництвом повстанського загону Скубана й Скрипченка, що утворився з решток розгромленого руху отамана Ангела.

Селяни, одумайтеся! Пора повалити важкий тягар. Не здавайте продподаток. Різними шляхами протидійте розпорядженню совєтської влади. Викопуйте приховану зброю і йдіть на допомогу повстанцям!
— Текст листівки які поширювало «Патріотичне кубло» в Ічнянському районі

### Ліквідація

Очільник «Патріотичного кубла» Федір Палагута

Невдовзі в організацію проникнув агент радянської ДПУ, який зміг вмовити на зраду деяких членів «Патріотичного кубла». Курінь патріотів було оточено більшовиками, відбувся нерівний бій. Ватажок Федір Палагута не бажаючи потрапити в полон намагався застрелитися, але зробити це йому не вдалося.
25 жовтня 1922 року радянською окупаційною владою в Ічні було оголошено воєнний стан, чекісти провели операцію по ліквідації повстання, було арештовано 100 осіб. Видав повстанців радянський чекіст Микола Павленко.
Суд над повстанцями розпочався 10 травня 1923 року. Радянська газета «Красное знамя» писала про успішну операцію знешкодження політичної «петлюрівської організації» «Патріотичне кубло», що складалося із сільської інтелігенції.
До 1923 року діяли проти радянсько-московських окупантів ічнянські повстанці отамана Івана Скрипченка. 27 червня 1923 року колишні повстанці Михайло Дубинський, Олексій Шольєев та Іван Селюх, яким комуністи пообіцяли амністію, біля Бандитської сосни в Жадьківському лісі вбили сокирою отамана Івана Скрипченка, уродженця Ічні отамана Опанаса Скубана, його батька та дружину Анастасію Наталенко.
По справі Ічнянського повстання «гнізда петлюрівщини» було репресовано 34 повстанці, 11 з них — засуджено до розстрілу.
Та навіть після знищення організації «Патріотичне кубло» в районі продовжились антирадянські виступи. У 1930 році, по новій справі «Весна» в Ічнянському районі було арештовано і репресовано 150 селян.

## Список репресованих
| №  | Прізвище та ім'я     | Посада               | Вирок                                           |
| -- | -------------------- | -------------------- | ----------------------------------------------- |
| 1  | Палагута Федір       | Керівник організації | Розстріл                                        |
| 2  | Книш Григорій        | Заступник керівника  | Розстріл                                        |
| 3  | Кирдан Дем’ян        | Секретар             | Розстріл                                        |
| 4  | Лук’яненко Феодосій  | Член президії        | Розстріл                                        |
| 5  | Ніколаєнко Олександр | Член президії        | Розстріл                                        |
| 6  | Москаленко Антон     | Член президії        | Розстріл                                        |
| 7  | Комишний Антон       | Член президії        | Розстріл                                        |
| 8  | Скиданова Катерина   |                      | Розстріл                                        |
| 9  | Панахнова Дарія      |                      | Розстріл                                        |
| 10 | Зоць Василь          |                      | Розстріл                                        |
| 11 | Скубан Андріан       |                      | Розстріл                                        |
| 12 | Балабан Василь       | Член президії        | 5 років позбавлення волі із суворою ізоляцією   |
| 13 | Павленко Микола      |                      | 5 років позбавлення волі із суворою ізоляцією   |
| 14 | Стрепнова Текля      |                      | 2 роки позбавлення волі із суворою ізоляцією    |
| 15 | Кридан Григорій      |                      | 2 роки позбавлення волі із суворою ізоляцією    |
| 16 | Книш Євген           |                      | 2 роки позбавлення волі із суворою ізоляцією    |
| 17 | Тимошенко Іван       |                      | 1 рік позбавлення волі із суворою ізоляцією     |
| 18 | Буй Іван             |                      | 6 місяців позбавлення волі із суворою ізоляцією |
| 19 | Сапсай Марія         |                      | Заборона перебування в УРСР на 3 роки           |
| 20 | Сапсай Іван          |                      | Заборона перебування в УРСР на 3 роки           |
| 21 | Туник Григорій       |                      | Заборона перебування в УРСР на 3 роки           |
| 22 | Лук’яненко Михайло   |                      | Заборона перебування в УРСР на 3 роки           |
| 23 | Зоць Катерина        |                      | Заборона перебування в УРСР на 3 роки           |
| 24 | Перепада Іван        |                      | Заборона перебування в УРСР на 3 роки           |
| 25 | Кузьменко Параска    |                      | Виправдано                                      |
| 26 | Коваль Павло         |                      | Виправдано                                      |
| 27 | Полевик Віктор       |                      | Виправдано                                      |
| 28 | Лук’яненко Гаврило   |                      | Виправдано                                      |
| 29 | Майстренко Василь    |                      | Виправдано                                      |
| 30 | Лимар Іван           |                      | Виправдано                                      |
| 31 | Гищенко Олександр    |                      | Виправдано                                      |
| 32 | Ніколаєнко Антоніна  |                      | Виправдано                                      |
| 33 | Ніколаєнко Сергій    |                      | Виправдано                                      |
| 34 | Дорошенко Сидір      |                      | Виправдано                                      |

25 березня 1925 року президія ВУЦВК ухвалила всі смертні вироки за справою замінити на 10 років ув’язнення в концтаборі, але у справах відсутні відомості про перегляд справи чи реабілітацію названих осіб.